# 강용수
강용수(姜龍洙, ?~)는 롯데 자이언트에서 뛰었던 전 야구 선수다. 동인천고등학교를 졸업했으며, 1977년 대륙간컵 국가대표를 뽑기 위한 선발전에 후보로 선정되어 참가했지만 최종 엔트리에 승선하지는 못했다.
한편, 1975년 9월 롯데 오리온즈 입단 교섭이 있었지만 나이가 많다는 이유로 가네다 마사이치 당시 감독이 반대해 좌절됐다.

## 같이 보기
- 1978년 롯데 자이언트 시즌